# Ice Cream
Ice Cream och Billionaire Boys Club är två klädesmärken skapade av Pharrell Williams, skaparen av A Bathing Ape, Nigo och sångare i N.E.R.D. Ice Cream är mest känt för sina sneakers. Ice Cream säljer också kläder och accessoarer.